# Pyrford
Pyrford är en ort i distriktet Woking, i grevskapet Surrey, i England. Ward hade 10 226 invånare år 2021. Pyrford var en civil parish fram till 1974. Civil parish hade 1 760 invånare år 1951. Byn nämndes i Domedagsboken (Domesday Book) år 1086, och kallades då Peliforde.